# Mystacidium
Mystacidium es un género con diez especies de orquídeas de hábitos epífitas. Se encuentra en  África.

## Descripción
Es una planta epífita y monopodial.

## Cultivo
En el comercio de orquídeas tiene el nombre abreviado de Mycdm.

## Taxonomía
El género fue descrita por John Lindley y publicado en Companion to the Botanical Magazine 2: 205. 1837.

## Especies
- Mystacidium aliceae  Bolus (1911)
- Mystacidium braybonae  Summerh. (1949)
- Mystacidium capense  (L.f.) Schltr. (1914) - especie tipo
- Mystacidium flanaganii  (Bolus) Bolus (1905)
- Mystacidium gracile  Harv. (1863)
- Mystacidium nguruense  P.J.Cribb (1989)
- Mystacidium pulchellum  (Kraenzl.) Schltr. (1918)
- Mystacidium pusillum  Harv. (1863)
- Mystacidium tanganyikense  Summerh. (1945)
- Mystacidium venosum  Harv. ex Rolfe (1912)